# توماش پادرا
توماش پادرا (اوکراینی: Тимко Падура؛ ۲۱ دسامبر ۱۸۰۱ – ۸ سپتامبر ۱۸۷۱) شاعر، و آهنگساز اهل امپراتوری روسیه بود.